# Quinçay
Quinçay est une commune du Centre-Ouest de la France, située dans le département de la Vienne en région Nouvelle-Aquitaine.
Située au nord-ouest de Poitiers, cette commune fait partie de la communauté de communes du Haut-Poitou. La commune est traversée par l’Auxances, surplombée par endroits de coteaux escarpés, et jouxte la forêt domaniale de Vouillé Saint-Hilaire.

## Géographie

### Localisation
Traversée par l'Auxances, la commune est dotée d'un riche patrimoine naturel. 
Le circuit de la vallée de l'Auxances à Quinçay permet de découvrir la vallée encaissée, longue de 12 km. Les méandres isolent des presqu'îles étroites (Chambon, Sencret) parfois bordées de falaises abruptes. Cette vallée fait la frontière entre plaine céréalière sur la rive gauche et polyculture sur la rive droite.
Cet itinéraire permet de longer l'Auxances et de profiter de la fraîcheur de la forêt. Il fait découvrir le patrimoine architectural local, tels que le château de Masseuil ou le lavoir de Ringère. 
Également à voir autour de cet itinéraire : Site antique de Sénere't, Château de Masseuil, Château-Gaillard, Logis du Pré-Bernard, les lavoirs, moulins à eau, église Saint-Eleusippe et l'ensemble des rives de l'Auxances.
La commune s'étend sur près de 30 km2.

### Communes limitrophes
|         | Cissé   | Migné-Auxances      |
| Vouillé | Quinçay | Vouneuil-sous-Biard |
|         | Béruges |                     |

### Géologie et relief
Les différents types de sols de la commune de Quinçay sont : 
- Plaines calcaires
  - Groies moyennement profondes (15 %)
  - Groies profondes (moins de 1 %) (Les groies sont des terres du sud-ouest de la France, argilo-calcaires, peu profondes  - en général de moins de 50 cm d’épaisseur – et  plus ou moins riches en cailloux. Elles sont fertiles et saines et donc, propices à la polyculture céréalière mais elles s’assèchent vite)
- Plateaux du seuil du Poitou
  - Argile à silex peu profonde (49 %)
  - Bornais (23 %) ce sont des sols brun clair sur limons, profonds et humides, à tendance siliceuse
- Vallées et terrasses alluviales
  - Vallées calcaires (12 %)

### Hydrographie
Traversée par l'Auxances sur une longueur de 8 km.

### Climat
Pour des articles plus généraux, voir Climat de la Nouvelle-Aquitaine et Climat de la Vienne.
Historiquement, la commune est exposée à un climat océanique du nord-ouest.  
En 2020, Météo-France publie une typologie des climats de la France métropolitaine dans laquelle la commune est exposée à un climat océanique altéré et est dans la région climatique  Poitou-Charentes, caractérisée par un bon ensoleillement, particulièrement en été et des vents modérés.
Pour la période 1971-2000, la température annuelle moyenne est de 11,4 °C, avec une amplitude thermique annuelle de 14,7 °C. Le cumul annuel moyen de précipitations est de 734 mm, avec 11,1 jours de précipitations en janvier et 6,7 jours en juillet. Pour la période 1991-2020, la température moyenne annuelle observée sur la station météorologique la plus proche, située sur la commune de Biard à 6,2 km à vol d'oiseau, est de 12,2 °C et le cumul annuel moyen de précipitations est de 695,3 mm,. Pour l'avenir, les paramètres climatiques de la commune estimés pour 2050 selon différents scénarios d'émission de gaz à effet de serre sont consultables sur un site dédié publié par Météo-France en novembre 2022.

### Transports
Le bourg ainsi que certains hameaux de la commune sont desservis par la Ligne 109 du réseau interurbain de la Vienne d'autocars Lignes en Vienne Poitiers – Latillé – Chalandray. Cette ligne dessert la gare SNCF de Poitiers.
Les gares les plus proches de Quinçay se trouvent à Poitiers (7,71 km), à Ligugé (12,1 km), à Iteuil (14,86 km), à Chasseneuil-du-Poitou (11,41 km) et à Jaunay-Clan (13,8 km).
L'aéroport de Poitiers est situé sur la commune de Biard, à 01 km de Quinçay.

## Urbanisme

### Typologie
Au 1er janvier 2024, Quinçay est catégorisée bourg rural, selon la nouvelle grille communale de densité à sept niveaux définie par l'Insee en 2022.
Elle appartient à l'unité urbaine de Quinçay, une unité urbaine monocommunale constituant une ville isolée,. Par ailleurs la commune fait partie de l'aire d'attraction de Poitiers, dont elle est une commune de la couronne,. Cette aire, qui regroupe 97 communes, est catégorisée dans les aires de 200 000 à moins de 700 000 habitants,.

### Occupation des sols
L'occupation des sols de la commune, telle qu'elle ressort de la base de données européenne d’occupation biophysique des sols Corine Land Cover (CLC), est marquée par l'importance des forêts et milieux semi-naturels (54,6 % en 2018), en diminution par rapport à 1990 (55,5 %). La répartition détaillée en 2018 est la suivante : 
forêts (50,4 %), terres arables (32,8 %), zones agricoles hétérogènes (7,4 %), milieux à végétation arbustive et/ou herbacée (4,2 %), zones urbanisées (3,2 %), prairies (2 %). L'évolution de l’occupation des sols de la commune et de ses infrastructures peut être observée sur les différentes représentations cartographiques du territoire : la carte de Cassini (XVIIIe siècle), la carte d'état-major (1820-1866) et les cartes ou photos aériennes de l'IGN pour la période actuelle (1950 à aujourd'hui).

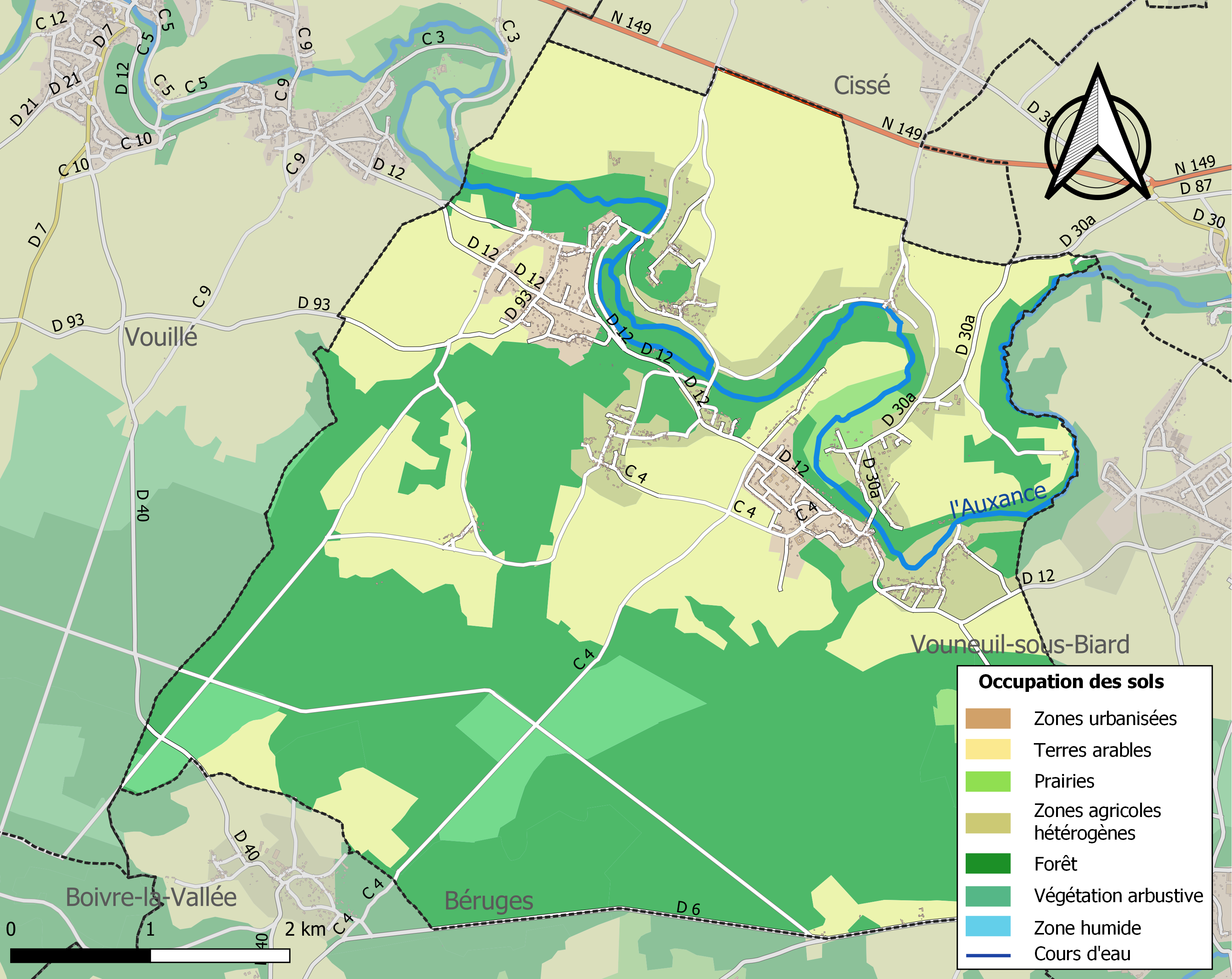
Carte des infrastructures et de l'occupation des sols de la commune en 2018 (CLC).

### Morphologie urbaine
La commune de Quinçay est composée d'un bourg principal et de 11 villages et hameaux (les Roches, Pré Bernard, Rochecourbe, le Moulin de Vaux, la Gère, Bois Frémin, Guissabeau, Masseuil, le Vivier, Ringère, le Grillas).

### Risques majeurs
Le territoire de la commune de Quinçay est vulnérable à différents aléas naturels : météorologiques (tempête, orage, neige, grand froid, canicule ou sécheresse), inondations, feux de forêts, mouvements de terrains et séisme (sismicité modérée). Il est également exposé à un risque technologique,  le transport de matières dangereuses. Un site publié par le BRGM permet d'évaluer simplement et rapidement les risques d'un bien localisé soit par son adresse soit par le numéro de sa parcelle.

#### Risques naturels
Certaines parties du territoire communal sont susceptibles d’être affectées par le risque d’inondation par débordement de cours d'eau, notamment l'Auxance. La commune a été reconnue en état de catastrophe naturelle au titre des dommages causés par les inondations et coulées de boue survenues en 1982, 1983, 1993, 1995, 1999, 2010 et 2013,.
Quinçay est exposée au risque de feu de forêt. En 2014, le deuxième plan départemental de protection des forêts contre les incendies (PDPFCI) a été adopté pour la période 2015-2024. Les obligations légales de débroussaillement dans le département sont définies dans un arrêté préfectoral du 29 mai 2015,, celles relatives à l'emploi du feu et au brûlage des déchets verts le sont dans un arrêté permanent du 24 mai 2015,.

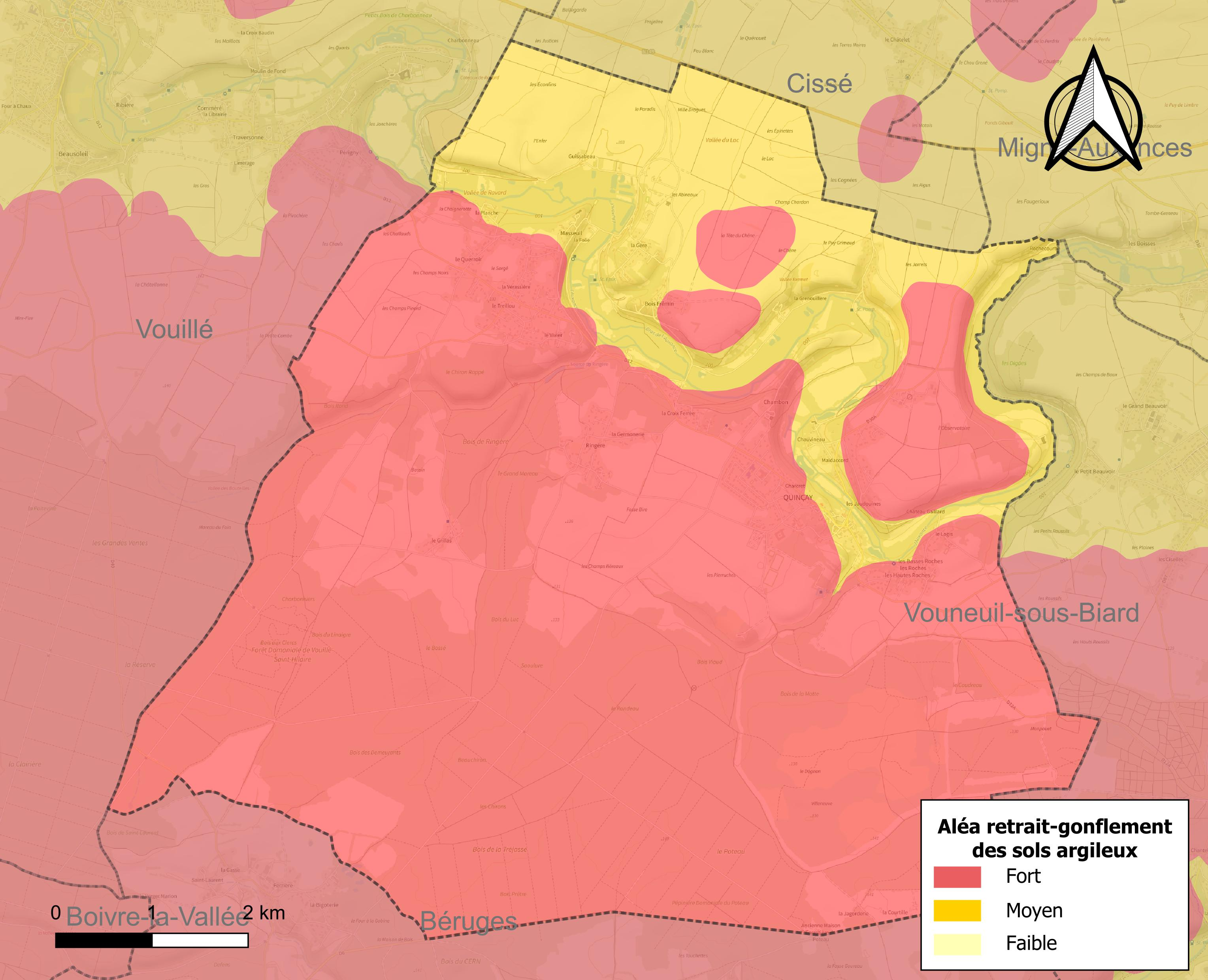
Carte des zones d'aléa retrait-gonflement des sols argileux de Quinçay.

Les mouvements de terrains susceptibles de se produire sur la commune sont des affaissements et effondrements liés aux cavités souterraines (hors mines) et des tassements différentiels. Afin de mieux appréhender le risque d’affaissement de terrain, un inventaire national permet de localiser les éventuelles cavités souterraines sur la commune. Le retrait-gonflement des sols argileux est susceptible d'engendrer des dommages importants aux bâtiments en cas d’alternance de périodes de sécheresse et de pluie. La totalité de la commune est en aléa moyen ou fort (79,5 % au niveau départemental et 48,5 % au niveau national). Depuis le 1er octobre 2020, en application de la loi ÉLAN, différentes contraintes s'imposent aux vendeurs, maîtres d'ouvrages ou constructeurs de biens situés dans une zone classée en aléa moyen ou fort,.
La commune a été reconnue en état de catastrophe naturelle au titre des dommages causés par la sécheresse en 2011 et 2017 et par des mouvements de terrain en 1999 et 2010.

## Toponymie
Le nom du village proviendrait de l’anthroponyme gallo-romain Quintus avec le suffixe latin de propriété -acum devenu -ec puis -ay et signifiant  domaine de.
Le gentilé des habitants de Quinçay est Quincéen/Quincéenne.

## Histoire

### Préhistoire

#### La Grande Roche de la Plématrie
La grotte de la Grande Roche, aussi connue sous le nom de Grande Roche de la Plématrie, se trouve à environ 2,2 km au nord-ouest de Quinçay. Découverte en 1952, elle a livré une stratigraphie exceptionnelle de Châtelperronien.
La couche supérieure du Châtelperronien a livré entre autres une série de dents de faune percées et soigneusement travaillées. Cette série a renforcé l'hypothèse de la fabrication de parures par les néandertaliens.

### Moyen-Âge
Au VIe siècle, ce lieu a probablement été emprunté par les armées de Clovis (vers 465- 511), roi des Francs, lors de la bataille de Vouillé en 507.
Certaines recherches mentionnent saint Achard (en latin Acardus, Aicardus, ou Aicadrus d’où aussi Aycadre), comme ayant été abbé à Quinçay au VIe siècle.

## Politique et administration

### Liste des maires
| Période                                  | Période                    | Identité                 | Étiquette | Qualité |
| ---------------------------------------- | -------------------------- | ------------------------ | --------- | --- |
| ?                                        | mars 2001                  | Jean-Marie Blanchard     |           | |
| mars 2001                                | mars 2014                  | Joseph Puaut (1948- )    | DVG       | Retraité Réélu en 2008 |
| mars 2014                                | En cours (au 28 juin 2020) | Philippe Brault (1962- ) | DVG       | Agent d'exploitation 6e vice-président de la CC du Pays Vouglaisien (2014 → 2016) 12e vice-président de la CC du Haut-Poitou (2017 → 2020) Réélu pour le mandat 2020-2026 |
| Les données manquantes sont à compléter. |                            |                          |           | |

### Instances judiciaires et administratives
La commune relève du tribunal d'instance de Poitiers, du tribunal de grande instance de Poitiers, de la cour d'appel  de Poitiers, du tribunal pour enfants de Poitiers, du conseil de prud'hommes de Poitiers, du tribunal de commerce de Poitiers, du tribunal administratif de Poitiers et de la cour administrative d'appel  de  Bordeaux,  du tribunal des pensions de Poitiers, du tribunal des affaires de la Sécurité sociale de la Vienne, de la cour d’assises de la Vienne.

### Services publics
Les réformes successives de La Poste ont conduit à la fermeture de nombreux bureaux de poste ou à leur transformation en simple relais. Toutefois, la commune a pu maintenir le sien.

### Jumelages
- Warnant (Belgique) depuis 1976[35].

## Population et société

### Démographie
L'évolution du nombre d'habitants est connue à travers les recensements de la population effectués dans la commune depuis 1793. Pour les communes de moins de 10 000 habitants, une enquête de recensement portant sur toute la population est réalisée tous les cinq ans, les populations de référence des années intermédiaires étant quant à elles estimées par interpolation ou extrapolation. Pour la commune, le premier recensement exhaustif entrant dans le cadre du nouveau dispositif a été réalisé en 2005.

En 2022, la commune comptait 2 113 habitants, en évolution de −4,73 % par rapport à 2016 (Vienne : +0,6 %, France hors Mayotte : +2,11 %).
| 1793 | 1800 | 1806 | 1821 | 1831 | 1836 | 1841 | 1846  | 1851  |
| ---- | ---- | ---- | ---- | ---- | ---- | ---- | ----- | ----- |
| 777  | 755  | 710  | 779  | 812  | 896  | 957  | 1 014 | 1 079 |

| 1856  | 1861  | 1866  | 1872  | 1876  | 1881  | 1886  | 1891  | 1896 |
| ----- | ----- | ----- | ----- | ----- | ----- | ----- | ----- | ---- |
| 1 063 | 1 069 | 1 099 | 1 114 | 1 179 | 1 140 | 1 149 | 1 055 | 994  |

| 1901 | 1906 | 1911 | 1921 | 1926 | 1931 | 1936 | 1946 | 1954 |
| ---- | ---- | ---- | ---- | ---- | ---- | ---- | ---- | ---- |
| 860  | 809  | 792  | 755  | 715  | 674  | 703  | 722  | 805  |

| 1962 | 1968 | 1975 | 1982  | 1990  | 1999  | 2005  | 2006  | 2010  |
| ---- | ---- | ---- | ----- | ----- | ----- | ----- | ----- | ----- |
| 736  | 709  | 862  | 1 216 | 1 564 | 1 663 | 2 051 | 2 105 | 2 138 |

| 2015  | 2020  | 2022  | - | - | - | - | - | - |
| ----- | ----- | ----- | - | - | - | - | - | - |
| 2 217 | 2 132 | 2 113 | - | - | - | - | - | - |

La densité de population de la commune est de 72 hab./km2. Celle du département est de 61 hab./km2. Elle est de 68 hab./km2 pour la région Poitou-Charentes et de 115 hab./km2 pour la France.
En 2009, la part des couples mariés représente 60,2 % de la population. Les célibataires, 27,8 % et les veufs/veuves, 6,7 %.

## Économie

### Agriculture
Selon la direction Régionale de l'Alimentation, de l'Agriculture et de la Foret de Poitou-Charentes, il n'y a plus que 12 exploitations agricoles en 2010 contre 19 en 2000.
Les surfaces agricoles utilisées ont diminué et sont passées de 873 hectares en 2000 à 591 hectares en 2010. 59 % sont destinées à la culture des céréales (blé tendre essentiellement mais aussi de l'orge), 33 % pour les oléagineux (colza et navette) et 2 % restent en herbes. En 2000, deux hectares (zéro en 2010) étaient consacrés à la vigne.
Les élevages d'ovins et de volailles ont disparu au cours de cette décennie. La disparition de l'élevage d'ovins est conforme à la tendance globale du département de la Vienne. En effet, le troupeau d’ovins, exclusivement destiné à la production de viande, a diminué de 43,7 % de 1990 à 2007

### Emploi
En 2009, le taux de chômage de la population âgée de 15 à 64 ans s'élevait à 3,7 % Le taux d'activité était à 77,4 %

### Entreprises et commerces
Plusieurs entreprises sont implantées à Quinçay.
Parmi les commerces, il existe une boulangerie, une épicerie, un salon de coiffure ainsi qu'un bureau de poste.

## Culture locale et patrimoine

### Lieux et monuments

#### Patrimoine civil
- Château de Masseuil. Ce château date du XVe siècle. Il a été construit en 1443 pour permettre au chapitre de Saint-Hilaire le Grand de Poitiers  d'offrir un refuge à ses gens et à ses biens les plus vulnérables. Lors de sa construction, le château était une véritable forteresse qui comprenait une vaste enceinte entourée de douves profondes, une porte fortifiée avec un pont-levis et des bâtiments à l'intérieur pouvant accueillir les villageois en cas de danger. Le château fut démoli vers 1580 puis reconstruit peu de temps après. De l'époque médiévale, il reste les deux tours d'enceinte qui ont été inscrites comme monument historique en 1963.
- Le logis de Pré-Bernard[43] dont les façades et les toitures sont classées comme monument historique depuis 1990 et ainsi que les pièces.
- La fontaine de Ringère
- Le lavoir de Quinçay sur l'Auxance

#### Patrimoine religieux
- L'église de Quinçay (église Saint-Éleusippe): la porte de cette église a été inscrite comme monument historique en 1926[44]. Les parties romanes datent des XIe et XIIe siècles.

#### Patrimoine naturel

##### La forêt de Vouillé
La forêt de Vouillé est située tout près de la commune de Quinçay. C'est un important massif domanial de 1 500 hectares. Elle couvre un plateau à topographie très plane et d'altitude modeste : entre 130 m et 140 m en moyenne.
Le peuplement forestier est homogène. Il s'agit essentiellement de chênes et de hêtres. Quelques zones ouvertes sont occupées par des landes à bruyères.
La forêt présente un intérêt biologique considérable illustré par la présence de 18 espèces de végétaux rares et/ou menacés. On peut découvrir :
- la Vesce de Poméranie dans les lisières internes de la forêt,
- le Framboisier sauvage
- L'Œillet superbe qui est une espèce protégée en France et dont la forêt de Vouillé constitue l'une des deux zones où on peut le découvrir en région Poitou-Charentes.
- les Cicendies (la cicendie filiforme ou la cicendie fluette), plantes naines sur les chemins sablonneux temporairement humides qui traversent les landes.
- la Centenille naine,
- le Remoncule tripartite ou la Hottonie des marais, dans certaines mares.
- la Bartsie visqueuse,
- l'Illécèbre verticillé,
- la Laîche des montagnes ou la laiche dégitée,
- le laser à feuilles larges,
- la pivoine coralline,
- la scille du printemps,

Selon l'Inventaire des arbres remarquables de Poitou-Charentes, il existe un arbre remarquable en forêt de Vouillé. Il s'agit du Pin laricio de Corse. Il est situé près du parking de la zone de silence, de la route forestière des trois chênes et de l'allée du Pianisseau.
La forêt semi-ouverte et la lande offrent un abri aux rapaces et aux passereaux dont huit font l'objet d'une protection sur tout le territoire national. Il est ainsi possible de voir :
- le Circaète Jean-le-Blanc, un aigle méridional spécialisé dans la capture des reptiles. Il est en forêt de Vouillé au nord occidental de son aire de répartition en France.
- la Fauvette pitchou est un petit passereau originaire des maquis méditerranéens qui niche dans les secteurs de landes hautes à brande et ajoncs de la foret.
- la Bondrée apivore,
- le Busard cendré,
- le Busard Saint-Martin,
- l'Engoulevant d'Europe,
- le Locustelle tachetée,
- le Torcol fourmillier.